# Vratislav Nejedlý ml.
Vratislav Nejedlý (* 8. ledna 1984 Brno) je český podnikatel a investor. Je známý jako zakladatel vzdělávací skupiny zahrnující značky Královské školy a Dino School, která patřila mezi velké sítě soukromých bilingvních škol v Praze. Vystudoval Gymnázium Litoměřická na Praze 9 a souběžně studoval operní zpěv na Státní konzervatoři v Pardubicích, studium však nedokončil.

## Podnikatelská kariéra
Vratislav Nejedlý zahájil svou profesní dráhu v sektoru soukromého vzdělávání jako PR manažer Anglo-německé obchodní akademie (ANOA), kde po boku jejího majitele, JUDr. Fidelise Schleé, získával zkušenosti s fungováním soukromých vzdělávacích institucí. Po pěti letech se v roce 2011 rozhodl pro vlastní podnikatelskou cestu a založil svou první mateřskou školu.
Z jedné mateřské školy postupně vybudoval portfolio zaměřené na poskytování bilingvní (česko-anglické) výuky, které se rozrostlo o základní školy a gymnázium pod značkou Královských škol. Své portfolio později rozšířil akvizicí sítě Dino School of Prague. V době největšího rozmachu dosahovala kapacita jeho škol více než 1450 dětí a skupina generovala obrat v řádech stovek milionů korun ročně.

## Založení a prodej investičního fondu
S deklarovaným cílem sjednotit portfolio škol a vytvořit strukturu pro další růst založil Vratislav Nejedlý investiční fond Educa SICAV. Do fondu byly vloženy jeho vzdělávací značky, především Královské školy a Dino School. Podle jeho vyjádření pro média čelilo fungování fondu později interním neshodám mezi partnery ohledně strategického směřování a případného prodeje skupiny. Tyto okolnosti vedly k rozhodnutí hledat strategického partnera pro převzetí celé skupiny.
Na konci roku 2024 Nejedlý prodal svou kompletní vzdělávací skupinu podnikateli Ing. Pavlu Rejchrtovi, spolumajiteli developerské skupiny FINEP.

## Podnikatelský styl
Některé mediální zdroje popisují jeho přístup ke školství jako pragmatický. V rozhovorech často s nadsázkou popisoval svůj podnikatelský příběh jako „náhodu jako prase“, čímž odkazoval na souhru okolností a růst poptávky po soukromém vzdělávání. Veřejně se prezentuje jako zastánce moderního vzdělávání a budování osobního štěstí studenta.

## Osobní život a další aktivity
Před svou kariérou ve vzdělávání se věnoval opernímu zpěvu a cyklistice. Ve volném čase se věnuje jízdě na kole a snowboardu. Jeho otcem byl historik umění PhDr. Vratislav Nejedlý, CSc.
Podle veřejně dostupných informací z obchodního rejstříku figuruje nebo figuroval ve statutárních orgánech několika desítek společností.